# Euspondylus simonsii
Euspondylus simonsii là một loài thằn lằn trong họ Gymnophthalmidae. Loài này được Boulenger mô tả khoa học đầu tiên năm 1901.